# Задужбина Ђоке Влајковића
Задужбина Ђоке Влајковића је основана 8.11.1878. године. Циљ ове Задужбине јесте помагање општих потреба Универзитета у Београду, у области високог образовања и науке.

## Средства Задужбине
Зграда у улици Влајковићева 5 у Београду.
Површина зграде у улици Влајковићева 5 је 1874 m2 и састоји се од једног пословног простора, 32 стана и две гарсоњере.